# Marianne Plehn
Marianne Plehn (ur. 30 października 1863 w Lubocheniu, zm. 18 stycznia 1946 w Grafrath) – niemiecka weterynarz, biolog, zoolog, pierwsza kobieta – profesor w Bawarii (piąta w Niemczech). Zaliczana jest do pionierów ichtiologii. Studiowała w Szwajcarii (w owym czasie obowiązywał w Niemczech zakaz studiowania dla kobiet), a promocję uniwersytecką uzyskała w Zurychu w 1886. W latach 1894-1896 pracowała jako pierwsza asystentka w Instytucie Zoologicznym i Anatomii Porównawczej obu uniwersytetów w Zurychu. W 1895 złożyła pracę na Wydziale Filozofii uniwersytetu i jako jedna z pierwszych kobiet w krajach niemieckojęzycznych uzyskała doktorat w 1896 r. W 1898 została zatrudniona w "Biologicznej Stacji Doświadczalnej Niemieckiego Towarzystwa Rybackiego do Badań nad Chorobami Ryb" na monachijskiej uczelni wyższej jako naukowiec zajmujący się chorobami ryb, gdzie działała aż do przejścia w 1928 na emeryturę.. W 1910 otrzymała tytuł doktora weterynarii, a 18 stycznia 1914 król Bawarii Ludwik III Bawarski nadał jej tytuł profesora. 